# Jemini
Jemini fue un grupo de pop británico, conocido por obtener "nul points" (0 puntos) y finalizar en el último lugar con su canción «Cry Baby» en el Festival de la Canción de Eurovisión 2003 en Letonia.

## Discografía

### Álbumes de estudio
- Love is Blind (2003) (lanzamiento cancelado)

### Sencillos
| 2003 | "Cry Baby"     | 15 | 73 |
| 2003 | "Try To Love"* | -  | -  |

*Cancelado